# Алтернативна социаллиберална партия
Алтернативната социаллиберална партия, съкратено АСП, е политическа партия в България.
Създадена е като Алтернативна социалистическа партия на 11 февруари 1990 г. от инициативна група от 30 души, главно от т.нар. Алтернативно социалистическо обединение (крило на тогавашната Българска комунистическа партия), която приема учредителната декларация. Съдебната регистрация на АСП е от 7 март същата година. Инициативната група подготвя и организира Първия конгрес на партията, проведен в София на 10-11 март 1990 г. За председател на АСП е избран проф. д-р Николай Василев, а за негови заместници – Асен Мичковски и Владимир Стратиев. Започва да излиза печатният орган на АСП вестник „Начало“.
На 6-7 октомври 1990 г. е проведен Вторият извънреден конгрес на АСП, който взема решение АСП да се присъедини към СДС. Партията е приета за член на коалицията СДС няколко дни по-късно. На 1 юни 1991 г. се провежда продължението на Втория извънреден конгрес, когато партията е преименувана на Алтернативна социаллиберална партия, като новото име е регистрирано на 28 август същата година.
На изборите през юни 1990 г. за Великото народно събрание АСП събира 0,36 % от гласовете, не успява да спечели депутатско място. В края на 1990 година АСП става член на Съюза на демократичните сили и през следващата година за депутати са избрани 6 нейни представители. Лидерът Н. Василев участва (1991 – 1992) в правителството на Филип Димитров като вицепремиер и министър на образованието и науката.
След падането на правителството на Филип Димитров (30 декември 1992) АСП напуска СДС. Валентин Карабашев е вицепремиер и министър на търговията (1992 – 1994) в правителството на Любен Беров. През 1994 година АСП е сред 4-те партии-учредителки на коалицията Демократична алтернатива за републиката; остава извън парламента. Събира едва 0,09 % от гласовете на парламентарните избори през юни 2001 г.
След Василев председател на партията е Васил Велинов, който учредява новата партия Алианс за социаллиберален прогрес през 2001 г. АСП след това се представлява от Александър Димитров и Райчо Радев.